# Крижанівський Володимир Васильович
Володимир Васильович Крижанівський (? — 21 лютого 1920) — учасник Першої світової війни та Громадянської війни в Росії, генерал-лейтенант.
Учасник 1-го Кубанського «Крижаного» походу, командир 2-го батальйону 1-го Кубанського козачого полку. Командир 1-ї бригади 1-ї Кубанської козачої дивізії, командир 1-ї Кубанської козачої дивізії, командир 1-го Кубанського козачого корпусу.
Потрапивши в оточення біля села Біла Глина (Кубанська область), застрелився (за іншою версією — був зарубаний після поранення).